# 矢井田瞳
矢井田 瞳（やいだ ひとみ、1978年〈昭和53年〉7月28日 - ）は、日本の女性シンガーソングライター。大阪府豊中市出身。愛称は「ヤイコ」。所属事務所はシーエスミュージック。レコード会社は日本コロムビア。既婚。

## 略歴
豊中市生まれの豊中育ち、豊中市立第九中学校、大阪府立箕面高等学校、関西大学卒業。
2000年（平成12年）5月、シングル曲「Howling」（青空レコード）でデビューし、同年7月、シングル「B'coz I Love You」（東芝EMI）でメジャー・デビューした。

## 人物
長らく大阪で過ごしていたが、音楽活動に集中するために大学卒業を機に上京。
ギターを始めたのは19歳とプロのミュージシャンとしてはかなり遅いが、初めてギターを購入してからわずか2年後にはプロデビューを果たした。
2007年（平成19年）7月に音楽関係者の一般男性と結婚、2009年10月に第1子となる長女を出産した。
ピアノを習っていたことと歌うのが好きなこと以外は音楽とは縁がなく、どちらかといえばスポーツの方が好きで子供の頃はスポーツばかりしており、大学に進学するまで体育会系な人生を歩んでいた。小学生時代は主に水泳を習い、中学・高校時代も特に音楽はやらず、部活動のバレーボール中心の生活を送った。
言葉遊びや回文、アナグラムが好きで、アルバムタイトルにも別に隠れた意味を持たせたものがある。
裸足でのライブが有名であるが、その理由として本人曰く「気にしぃ」な性格であり、靴やブーツの靴ひもでさえ気になることもあるので、より演奏に集中するために裸足でいるとのこと。しかし、2005年10月30日に行われた「京都文化祭典'05 京の華舞台 平安神宮幻夜コンサート第2夜公演」ではブーツを履いて登場。同年末の大阪城ホールと日本武道館でのライブは靴を履いて登場した。多くのファンの疑問に対し「エフェクターを踏んだりするのに裸足では感触が悪く、気持ちよく音を踏み変えるには靴を履いたほうがいいので」という主旨の書き込みを自身のサイトでしている。以降、裸足で登場することはほとんど見受けられなくなっている。
新型コロナウイルス感染症の世界的流行となった2020年（令和2年）5月には、医療従事者やエッセンシャルワーカーを応援するために、新曲『あなたのSTORY』を制作。翌6月には大阪府庁によるプロモーションの一環として無観客ライブも配信され、「大変な状況が続くが、一緒に乗り越えていきたい」とエールを送っている。

## 音楽
影響を受けたアーティストは、ジョーン・オズボーン、アラニス・モリセット、イモージェン・ヒープ。
歌との出合いは父親のおかげ。父親がスナックで歌うためにリビングでその時の流行歌などいろいろな音楽を聴く時、家族みんなも一緒に聴くという環境で育った。ザ・フォーク・クルセダーズ、井上陽水などの70-80年代のフォークソングには聴いていて景色が浮かぶ曲が多く、そのメロディや曲の暖かさに影響を受けた。またよく父親に連れて行かれたスナックで父親がカラオケで歌うのを聞かされ、中でも父が歌う井上陽水の『傘がない』の独創的な歌詞には最も心惹かれた。小学4年生の頃にはスナックで披露するために自分でも歌の練習を始めていた。よく声がひっくり返るのが特徴的と言われるが、自分では裏声を身につけたのはその頃練習した石川さゆりの「津軽海峡冬景色」「天城越え」など演歌の歌い方のおかげではないかと思っている。
豊中市立第九中学校時代に知ったTHE BLUE HEARTSはプロになってからもライブでカバーするほどリスペクトしていて、特に新しい物の見方に気付かさせてくれた『青空』の歌詞には衝撃を受けた。
ギターを弾き始めたのは大学入学後の19歳の時。漠然と音楽でもやろうかと思っていた時に大学キャンパス内で見かけた男友達がギターを弾いている姿が普段より数倍格好よく見え、自分にも出来無いだろうかと思い、1万円のギターを買った。当時は特にプロを目指していたわけでは無かったが、これをきっかけに熱心にギターの練習に取り組むようになった。本人曰く、『私はギターが上手くなりたいというよりも ギターというものを使って弾き語りというヤツをしたかった。ある日口ずさむわけでもなくアラニスの「HEAD OVER FEET」を繰り返し弾いていた…』。毎日ギターを触っている内にひと月ほどで有名な曲を何曲か弾けるようになり、コードも物理的に指が届かないもの以外は何となく弾けるようになっていた。
その頃、ジョーン・オズボーンの『relish』というアルバムに出会い、初めて音楽を作る側に興味がわいた。中でも「One Of Us」という曲は何度もギターで練習し、途中で声が裏返るのまでも真似したという。そしてアラニスの曲は、色々なコードをおぼえる前に作曲を始めた彼女にとってはコードも少なくて、先に歌う喜びを知ることが出来るいいお手本になった。また自分の気持ちを吐き出すようなアラニスの歌詞を見て、「曲に素直に自分の気持ちを反映させてもいいと」いうことを学んだ。そしてアラニスの「HAND IN MY POCKET」と「HEAD OVER FEET」もまたギターの弾き語りの練習に使った。そうやってギターを弾いて楽しみながら独学でコードを探して覚え、知っているコードが増えてくると、それに合わせて知らないうちに新しいメロディを歌うようになり、自然と曲を作るようになっていた。
しかし曲作りを始めて自作曲が何曲か出来てくると、「友達に聴かせるのは恥ずかしいが、もしプロが聴いたらどう思うだろう?」という気持ちが芽生えてきた。そこでオーディションにデモテープを送ってみることにした。その結果、当時、千葉テレビで放送していたオーディション番組「ザ・デビュー」に出演することになり、見事グランドチャンピオンを獲得。その副賞としてバンダイ・ミュージックエンタテインメントよりCDをリリースする権利を得た。
ギターを弾きながら歌うことが多いが、ピアノも弾ける。ライブでは自身の楽曲である「Over the distance」や「この恋はもうしまってしまおう」をピアノ弾き語りで披露することもある。また、アルバムやシングルでは様々な楽器にチャレンジしている。

## サポートメンバー

### プロデュース・チーム
ダイヤモンド◆ヘッド（2000年 - 2003年）
矢井田瞳のバックバンド兼専属サウンドプロデュース・チーム。チーム名はダイヤモンドの他、「矢井田（やいだ）」の逆さ読み「ダイヤ」にも由来している。矢井田のデモテープを聞いてダイヤの原石を発見したと思った音楽プロデューサーの片岡大志が中心となり、西川進、浦清英、村田昭との4人で2000年に結成。『daiya-monde』、『Candlize』、『i/flancy』、『Air/Cook/Sky』の4枚のアルバムをプロデュース。担当楽器はギター、ベース、キーボード、プログラミング等でドラマーは不在のため、レコーディングではドラムはほとんどが打ち込みとなっている。
- 片岡大志（2000年 – 2004年）
  - アレンジリーダー、トータルプロデュース、コーラス担当。
  - シンガーソングライター、作詞家、作曲家、編曲家、音楽プロデューサーとして活動。
  - 矢井田のプロデュースを手掛けるために所属事務所のクリアスカイコーポレーション・グループ内に独立レーベル「青空レコード」を設立[12]。
  - ダイヤモンド◆ヘッド解散後、最後に手掛けた矢井田作品は11thシングルの「Chapter01/マーブル色の日」。
- 西川進（2000年 – 2005年、2015年）
  - アレンジ、ギター、ベース（一部レコーディング）担当。
  - ギタリスト、作曲家、編曲家、音楽プロデューサーとして活動。ギター以外にもベースなどの演奏をこなす。
  - ダイヤモンド◆ヘッド解散後もライブにはしばらく参加し、最後に手掛けた作品は5thアルバム『Here today-gone tomorrow』の収録曲。
  - 2015年に約10年ぶりにレコーディングに参加[13]。
- 浦清英（2000年 – 2003年）
  - アレンジ、キーボード、サックス等担当。
  - キーボーディスト、サックス奏者、音楽プロデューサーとして活動。
- 村田昭（2000年 – 2011年）
  - アレンジ、プログラミング、キーボード担当。
  - キーボーディスト、作曲家、編曲家、音楽プロデューサーとして活動。
  - ダイヤモンド◆ヘッド解散後も5thアルバム『Here today-gone tomorrow』に収録曲の編曲で参加するほか、『IT'S A NEW DAY』、『colorhythm』、『VIVID MOMENTS』の3枚のアルバムをサウンドプロデュースし、ライブにも携わる。[14]

### 主なメンバー
- 松田FIRE卓己（2000年 - ） - ベース担当。ライブやレコーディングではダイヤモンド◆ヘッドとしてクレジットされる。
- 臼井かつみ（2000年 – 2005年） - ドラム、パーカッション担当。ライブやレコーディングではダイヤモンド◆ヘッドとしてクレジットされる。
- 田辺晋一（2000年 – 2011年） - パーカッション担当。ライブやレコーディングではダイヤモンド◆ヘッドとしてクレジットされる。
- 斉藤光隆（2000年 – 2001年） - ベース担当。ライブやレコーディングではダイヤモンド◆ヘッドとしてクレジットされる。
- 塩谷哲（2002年 – ） - ピアノ担当。ジョイントライブなども行う。
- 鶴谷崇（2004年 - ） - キーボード担当。
- 弦一徹（2004年 – 2005年） - ヴァイオリン担当。
- 林由恭（2006年 – 2011年） - ベース担当。
- 久保田光太郎（2006年 – 2014年） - ギター担当。
- 小関純匡（2006年 – 2011年） - ドラム担当。
- 小曽根真（2006年） - ピアノ担当。
- 中畑大樹（2013年 – 2014年） - ドラム担当。
- SUNNY（2013年 – 2014年） - キーボード担当。
- 井上陽介（2013年） - コントラバス担当。
- 藤堂昌彦（2013年） - ヴァイオリン 担当。
- 結城貴弘（2013年） - チェロ担当。
- 水野雅昭（2015年 – ） - ドラム担当。
- 佐藤亮（2015年 – ） - ギター担当。

## 来歴

### SEESEE時代
1999年
- 6月21日、オーディション番組をきっかけに、SEESEE名義でバンダイ・ミュージックエンタテインメントより「nothing,」をリリース[注 3]。

### インディーズからメジャーへ〜東芝EMI時代
2000年
- 5月3日、関西限定シングル「Howling」を青空レコードよりリリースし、インディーズでデビュー。後にこのシングルは全国発売される。その後、東芝EMI Virgin Internationalと契約[15]。
- 6月、心斎橋クラブクアトロで初ワンマンライブ。
  - 7月12日、シングル「B'coz I Love You」を東芝EMIよりメジャー・デビュー。同時にUKでもインディー・レーベルと契約[15]。
- 8月、ロンドンとマンチェスターでライブを行う[15]。
- 9月22日、「YAIKO」名義でシングル「I LIKE 2」を英国でリリースし、全英デビューを果たす[15]。
- 10月4日、シングル「my sweet darlin'」をリリース。全国ヒットし、サビのフレーズが大流行、「ダリダリ旋風」が巻き起こる[15]。ファーストアルバムも見事にオリコンチャート1位を獲得、発売1ヶ月間で約70万枚を売り上げ[15]、ミリオンセールスを記録した。
- 10月、アルバムリリース直後に卒業論文等学業に専念する為、一時的に活動を休止[15]。

2001年
- 1月1日、「YAIKO」名義でシングル「Darling Darling」を英国でリリース、イギリスの音楽雑誌『DJ Magazine』のクラブ音楽部門でクラブDJ約200人による投票でランキング1位を獲得[16]。その後、過労のため一時入院。
- 3月、関西大学文学部卒業。卒業論文のテーマはアルベール・カミュ。
- 3月-5月、全国ツアー「I'm here…」Tourを開催。
- 4月、YAIKO名義で全英クラブ・ツアー「UK LIVE TOUR」を開催、21日のリバプール公演を皮切りにヨーク、マンチェスター、アバディーン、グラスゴーを回り、28日のロンドン公演で終了[17]。
- ライブイベント「SUMMER FESTIVAL SOUND of CLOVER」を開催。
- 11月から翌2002年3月まで、全国ツアー「Candleyes Tour」を開催。
- 12月31日、大阪ドーム（現名称：京セラドーム大阪）で年越しカウントダウン・ライブ「矢井田瞳 COUNTDOWN LIVE 2001-2002」を開催。

2002年
- 7月、ライブイベント「summer festival Music Pool 2002」を大阪の万博記念公園で開催、片岡大志とイモージェン・ヒープと共演した。
- 9月-10月、完全招待制アコースティックライブツアー「秋にはごゆるりと 〜acoustic live 2002 〜」開催
- 12月25日、東京ドームでクリスマスライブ（Tokyo/flancy night〜ring your bell 12-25〜）
- 12月31日、大阪ドームで2年連続となる年越しライブ（Osaka/flancy midnight〜Countdown live 2002-2003〜）

2003年
- 2月-5月、全国ツアー「i/can fly Tour 2003」を開催。
- 9月、完全招待制アコースティックライブツアー「秋にはしっとりと〜acoustic live 2003 〜」開催。
- 10月、完全招待制「ヤマダイ食品 presents FM AICHI 矢井田瞳 Air/Cook/Sky PARTY ＠AREA807」 公開録音で行っている。

2004年
- 2月-6月、全国ツアー「YAIKO/ROCKS/50ROUNDS」50公演を開催し、最多公演回数記録を更新した。
- 6月、50公演ファイナル翌日に「YAIKO/ROCKS/BORNUS/ROUND」を札幌で開催。50公演とセットリストが異なっていた。
- 8月、2年ぶりとなる野外ライブ「矢井田瞳 SUMMER FESTIVAL GIRLS TALK 2004」を、1日は大阪万博記念公園、7日は横浜みなとみらいの臨港パークで開催。8日には追加公演及びオーサカキングの最終日イベントの一環として、「オーサカキング 矢井田瞳 SUMMER FESTIVAL GIRLS TALK 2004」を大阪城西の丸庭園で開催した[注 4]。
- 12月、“最後のドーム公演”として「矢井田瞳 Dome Live 2004 Music in the Air」を、18日は大阪ドームで、23日には東京ドームで開催した。
- 12月31日、名古屋レインボーホールで年越しカウントダウン・ライブ「COUNTDOWN LIVE 2004-2005」を開催。

### 再びインディーズへ
2005年
- 2月、第54回別府大分毎日マラソンのテレビCMに出演。
- 3月、キリンビールの発泡酒「やわらか」のテレビCMに出演。
- 4月24日、TOKYO-FMホールにおいてMTVアンプラグドに出演[注 5]。
- 5月、アコースティックライブツアー「acoustic live 2005 〜オトノシズク〜」開催。
- 7月-8月、いくつかの主要都市の野外ライブ、いわゆる夏フェスに参加。そのうち東京公演「お台場冒険王」に出演した際は、アコースティック編成で登場した。
- 10月、東芝EMIとの契約を終了し、再びインディーズ「青空レコード」で活動[注 6]。
- 10月30日、「京都文化祭典'05 京の華舞台 平安神宮幻夜コンサート第2夜」（アコースティック編成）公演。
- 「矢井田瞳 HERE-TODAY LIVE 2005」を大阪城ホール（12月13日・14日）と日本武道館（12月27日・28日）で開催。

2006年
- 7月-8月、「爽健美茶限定 矢井田瞳 LIVE」（東京2ヶ所・札幌・仙台・大阪・愛知・福岡・広島）開催。
- 11月22日、青空レコードで活動開始後初のオリジナル・アルバム「IT'S A NEW DAY」を発売。

2007年
- 1月、『探偵!ナイトスクープ』（12日と19日放送分）に顧問（ゲスト）として出演。
- 3月-4月、ライブツアー「矢井田瞳 TOUR 2007 “IT'S A NEW LIVE”」（全国21会場・23公演）を開催し、裸足ではなくブーツを穿き、また初めてスカートを穿いて登場した[注 7]
- 5月8日(ZEPP NAGOYA)、9日(ZEPP OSAKA)、11日(ZEPP TOKYO)に「IT'S A NEW LIVE 追加公演」を開催。前項のライブツアーとはセットリストが異なっていた。
- 7月-8月、「矢井田瞳 DoCoMo PRIME6 プレミアライブ」（札幌・福岡・大阪・仙台・名古屋・東京それぞれ2日間公演）を開催。小曽根真と塩谷哲によるピアノデュオと矢井田の唄だけというアコースティック構成であった。
- 7月28日、自身の誕生日である「ナニワの日」に、本人の公式ホームページ内にある「サイキンノヤイコ」で、音響関係の仕事をしている1歳年上の東北出身の男性と2年間の交際を実らせ結婚したことを突然発表。また今後も音楽活動時は「矢井田瞳」を名乗っていくことを合わせて発表。
- 12月25日、TBSの音楽番組『クリスマスの約束』で小田和正と共演。新曲「恋バス」を披露し、佐野元春の「SOMEDAY」でコーラスも担当した。

2008年
- 3月5日、前作より1年4か月ぶりとなる7th album「colorhythm」を発売。
- 3月-4月、ライブツアー「マイティア美瞳プレゼンツ Hitomi Yaida COLOROCK LIVE 2008」を開催。
- 5月、「マイティア美瞳 矢井田瞳プレミアムライブ」を12日に大阪BIG CAT、17日には渋谷DUO MUSIC EXCHANGEで開催。前項のCOLOROCK LIVEとはセットリストが異なっていた。
- 6月25日、ツアーライブDVD「Hitomi Yaida COLOROCK LIVE 2008」を発売。
- 8月30日、鎌倉音楽祭 鶴舞2008 「鶴岡八幡宮 奉納ライブコンサート」に、稲垣潤一、秦基博、山本潤子、熊木杏里とともに出演。
- 10月15日、「やくしま森祭り 2008」のコンサートに池田綾子、石井竜也、小柳ゆき、Sara de Pattiとともに出演。
- 12月2日-25日、シングル「恋バス」リリース記念として、原宿に「恋バスCAFE」をオープン。リリース日の3日には、矢井田が1日店長を務めた。

2009年
- 2月18日、デビュー10周年として、ベスト・アルバム『THE BEST OF HITOMI YAIDA』・ビデオクリップ集『HITOMI YAIDA MUSIC VIDEO COLLECTION』を同時発売。青空レコードおよびクリアスカイコーポレーションとの契約を終了。
- 6月1日、第1子を妊娠したことを発表。
- 10月28日、長女となる第1子を出産。

### ユニバーサル時代
2010年
- 7月28日、所属事務所をヤマハミュージックアーティストに移して活動再開することを発表。
- 12月1日、レーベルをユニバーサルシグマに移籍した上で、年明けにシングルリリースと単独ライブの開催が明らかになる[18]。翌2日に矢井田も自身のホームページ上で“再始動”を報告。
- 12月23日、塩谷哲プロデュース「Saltish Night vol.XIV」に出演し、自身の楽曲である「この恋はもうしまってしまおう」「My Sweet Darlin'」「悲しみが吹いた時（未発表曲）」のほか、アンコールでは他の出演者全員で塩谷の楽曲「星の夜」を披露した。妊娠・出産の関係で公式的には発表されていなかったものの、2009年前半を最後に事実上の活動休止状態となり、公の場には顔を見せていなかった矢井田にとって、これが再始動宣言後初のステージとなった。

2011年
- 1月17日、SHIBUYA-AX（東京）、20日はなんばHatch（大阪）にて「10周年記念限定ライヴ〜ただいま、ありがとう〜」を開催。2008年3月から4月にかけて行われたライブツアー以来、この単独ライブは約3年ぶりである。
- 2月9日、約3年半ぶりとなるシングル「Simple is Best」をリリース。
- 4月20日、シングル「同情みたいなLOVE」をリリース。
- 5月18日、前作より3年2か月ぶりとなる8th album「VIVID MOMENTS」をリリース。
- 6月、HEATWAVEの山口洋が中心になって立ち上げた福島県相馬市の復興支援プロジェクト「MY LIFE IS MY MESSAGE」に参加を開始。
- 6月-7月、6都市で約３年ぶりとなるライブツアー「矢井田 瞳 LIVE TOUR 2011 VIVID MOMENTS」を開催。（6月17日：グランキューブ大阪／6月19日：神戸国際会館こくさいホール／6月22日：NHKホール／6月24日：Zepp Nagoya／6月26日：横浜BLITZ／7月1日：Zepp Sendai／7月3日：Zepp Sapporo／7月8日：福岡ドラムロゴス）
- 11月30日、シングル｢間違いだらけのダイアリー｣をリリース。

2012年
- 7月11日、シングル｢もぎたての憂鬱」をリリース。
- 7月-8月、ワンマンライブ「矢井田瞳 夏の元気祭り 728・815」を7月28日は東京のSTUDIO COASTで、8月15日には大阪のZepp Nambaで開催。
- 9月26日、9枚目のオリジナルアルバム「panodrama」を発売。
- 9月29日、大阪・千里セルシー「panodrama」発売記念イベントを行った。初の地元凱旋ライブとなった[注 8]。
- 11月、アルバムを引っさげたライブツアー「矢井田瞳 HALL TOUR 2012 “panodrama”」を開催。（11月18日：NHKホール（東京）／11月20日：オリックス劇場（大阪）／11月23日：名鉄ホール（名古屋）／11月24日：神戸国際会館こくさいホール）

2013年
- 7月-8月、前年に続き「矢井田瞳 夏の元気祭り 728・815」を、7月28日は東京のSHIBUYA-AXで、8月15日には大阪のなんばHatchで開催。
- 9月18日、自身初のミニアルバム「123456」を発売。
- 11月-12月、アルバムを引っさげたライブツアー「123456」を、11月30日に愛知Diamond Hallで、12月11日は大阪のなんばHatchで、翌12日には東京の赤坂BLITZで開催。

2014年
- 2月、塩谷哲とのDUOライブ「〜しおのやいだ〜Acoustic Live」のビルボードライブ公演を開催。（2月10日・2月11日：ビルボード東京／2月18日・2月19日：ビルボード大阪）
- 7月-8月、「アコースティックで元気祭り～2014プレミアム～」を開催。（7月28日：大阪 なんばユニバース／8月15日：東京キネマ倶楽部）
- 10月19日、自身の念願であった子連れが可能なライブ「昼のオトノハvol.1～おやことやいこ～」を開催。（東京 まきの木 cafe & studio）
- 11月、スタンディングライブツアー「矢井田瞳 TOUR 2014～スタンディングでGO!～」を開催。（11月6日：東京 LIQUIDROOM／11月11日：愛知 Electric Lady Land／11月12日：大阪 梅田CLUB QUATTRO）

2015年
- 4月、モバイルファンクラブ「Ch.yaiko」開設。
- 6月-9月、「矢井田瞳 弾き語りTOUR 2015〜ヤイダヒトリ〜」開催。（全国15公演＋追加2公演）
- 11月-12月、「矢井田瞳 LIVE TOUR ”15”」開催。（札幌・仙台・東京・名古屋・大阪・福岡）

### ヤマハミュージック→インディーズ→日本コロムビアへ
2016年
- 3月2日、10枚目のオリジナル・アルバム「TIME CLIP」を発売。
- 4月-5月、アルバム「TIME CLIP」を引っさげたライブツアー「矢井田瞳 LIVE TOUR 2016『TIME CLIP』」（名古屋・大阪・東京）を開催。
- 5月18日、追加公演「矢井田瞳 LIVE TOUR 2016『TIME CLIP』〜ナニワで裏ヤイコ〜」を大阪・umeda AKASOにてCh.yaiko会員限定で開催。
- 7月1日、所属事務所であるヤマハミュージックパブリッシング・ヤマハミュージックアーティストからの移籍を発表。
- 7月-8月、「矢井田瞳 夏の元気祭り2016 〜おやことやいこ〜」を開催。（7月28日：大阪 エルセラーンホール／8月15日：東京Mt.RAINIER HALL SHIBUYA PLEASURE PLEASURE）
- 8月17日、追加公演「Ch.yaiko MEMBER 限定追加公演〜おやこと裏やいこ〜」を東京・duo MUSIC EXCHANGEで開催。
- 10月15日、豊中市制施行80周年記念式典に参加。書き下ろし楽曲「その先へ」披露。
- 12月2日、ライブBD「矢井田瞳 LIVE TOUR "15" COMPLETE EDITION -the 15th anniversary-」をリリース。
- 12月-3月、「矢井田瞳 弾き語りTOUR 16/17 〜ヤイダヒトリ〜」を開催。(全国16公演)

2018年
- 5月21日、TOKYO FM『大家志津香のエン活!』にて「TIMELESS SESSONS SPECIAL」と題してyui（FLOWER FLOWER）と初対談。[19]
- 8月11日、四国放送主催の「阿波踊りサウンドフェスティバル2018」に出演。見田村千晴とも共演。
- 6月17日、神奈川県民ホール開催の「TIMELESS SESSIONS in YOKOHAMA」に出演。

2021年
- 9月18日、SOUND ALIVE presents 横浜合同演奏会2021（パシフィコ横浜・国立大ホール）に出演。
- 9月20日、「NEW ACOUSTIC CAMP 2021」に出演。
- 9月25日/26日、「夏の元気祭り2021 OSAKA野音〜Yaiko to Band〜 アフターカレーパーティー!」に出演。
- 10月3日、「Off Course Classics Concert 2021 東京公演」に出演。
- 10月10日、「Off Course Classics Concert 2021 福岡公演」に出演。
- 10月24日、「Off Course Classics Concert 2021 名古屋公演」に出演。
- 11月22日、「FM802 on-air with TACTY IN THE MORNING Daiwa Sakura Aid FOR THE GENERATION LIVE」に出演。
- 12月23日、「矢井田瞳 Christmas Concert」開催。

2022年
- 日本コロムビア移籍。ヤマハミュージックコミュニケーションズ以来6年ぶりのメジャー・ーベル復帰。
- 1月3日～5日、「矢井田瞳 Guitar to Uta to Band 2021」（配信LIVE）開催。
- 2月17日、「日経 SDGs フェスティバル 大阪・関西」（オンラインイベント）に出演。
- 2月23日「矢井田瞳アコースティックライブ【2021.05.29延期公演】」開催。
- 3月26日、「松江市国際文化観光都市70周年記念事業 エフエム山陰開局35周年記念・TSK開局50周年記念 浜崎貴司GACHIスペシャル in 国宝松江城 浜崎貴司vs奥田民生vsスガシカオvs藤巻亮太vs矢井田瞳」に出演。
- 3月30日、日本コロムビア移籍後初の音楽配信シングル「Everybody needs a smile」リリース。
- 4月3日～7月18日、「矢井田瞳 弾き語りツアー2022 〜Guitar to Uta〜」開催。
- 4月9日、 「ヨコヤマ万博!横山雄二☆アナウンサー生活32周年記念ライブ」に出演。
- 5月29日、「アルペンアウトドアーズ プレゼンツ『HAKUBA ヤッホー!FESTIVAL 2022』」に出演。
- 6月30日、『Off Course Classics Concert 2022・6・30 -in Budokan-』に出演。
- 7月28日、『矢井田瞳 弾き語りツアー2022 〜Guitar to Uta〜』（配信）開催。
- 7月31日、「キッズ・ファミリー・フェスタ in はびきの supported by 「hug+」」に出演。
- 8月7日、 「ROCKS FORCHILEみしま」に出演。
- 8月20日、「東日本大震災・熊本地震復興チャリティー 2022 神宮外苑花火大会」に出演。
- 9月18日、「高橋 優 主催『秋田CARAVAN MUSIC FES 2022』」に出演。
- 10月7日、「矢井田瞳 release tour 2022『オールライト』＜東京＞」開催。
- 10月22日、「矢井田瞳 release tour 2022『オールライト』＜大阪＞」開催。

## 関連人物・エピソード
- 中学校の先輩にお笑いタレントの藤井隆がいる。
- 高校の一年先輩に元TBSアナウンサーの有馬隼人がいる。
- 関西大学の同期生に南海キャンディーズの山里亮太がいる。2018年7月31日、TBSラジオ『たまむすび』で共演、大学時代の山里とのエピソードを語っている。
- デビューのきっかけとなった番組「ザ・デビュー」のアシスタントを現在は声優の小林由美子（当時は大学生）が務めていた。
- 工学博士（大阪大学大学院）の矢井田修・京都女子大学家政学部教授・学生部長は実父。時々矢井田のCDを持ち歩いているという。
- 大のラーメン好きで、デビュー直前までラーメン屋の薩摩っ子ラーメン江坂店でアルバイトをしていた。なお、ミサイルマンの西代洋も一緒だった。（西代は朝から夕刻まで、矢井田は夕刻からラスト）
- プロ野球では、阪神タイガースのファン。2017年、球団歌「六甲おろし」のリードボーカルを担当。甲子園球場・京セラドーム大阪での阪神主催試合で、動画が公開された[注 9][20]。
- 上方のお笑いが好きで、特に漫才を好む。同じ豊中市出身のオール巨人とも親交がある。

## ディスコグラフィ

### シングル
| 枚           | 発売日         | タイトル                          |
| ------------ | -------------- | --------------------------------- |
| インディーズ | 2000年5月3日   | Howling                           |
| 1st          | 2000年7月12日  | B'coz I Love You                  |
| 2nd          | 2000年10月4日  | my sweet darlin'                  |
| 3rd          | 2001年1月24日  | I'm here saying nothing           |
| 4th          | 2001年6月27日  | Look Back Again/Over The Distance |
| 5th          | 2001年9月27日  | Buzzstyle                         |
| 6th          | 2002年3月27日  | Ring my bell                      |
| 7th          | 2002年7月10日  | アンダンテ                        |
| 8th          | 2002年12月4日  | 未完成のメロディ                  |
| 9th          | 2003年4月23日  | 孤独なカウボーイ                  |
| 10th         | 2003年9月10日  | 一人ジェンガ                      |
| 11th         | 2004年3月17日  | Chapter01/マーブル色の日          |
| 12th         | 2004年10月27日 | モノクロレター                    |
| 13th         | 2005年7月6日   | マワルソラ                        |
| 14th         | 2006年3月15日  | Go my way                         |
| 15th         | 2006年6月21日  | STARTLiNE                         |
| 16th         | 2006年11月1日  | 初恋                              |
| 17th         | 2007年10月10日 | I Love You の 形/ハネユメ         |
| 18th         | 2011年2月9日   | Simple is Best                    |
| 19th         | 2011年4月20日  | 同情みたいなLOVE                  |
| 20th         | 2011年11月30日 | 間違いだらけのダイアリー          |
| 21st         | 2012年7月11日  | もぎたての憂鬱                    |
| 22nd         | 2020年5月28日  | ネオンの朝                        |

### 配信限定シングル
| 発売日         | タイトル                   | レーベル                    |
| -------------- | -------------------------- | --------------------------- |
| 2020年5月20日  | あなたのSTORY              | 青空レコード/VAA            |
| 2021年6月10日  | ずっとそばで見守っているよ | 青空レコード/VAA            |
| 2022年3月30日  | Everybody needs a smile    | 日本コロムビア/NIPPONOPHONE |
| 2022年7月01日  | さらりさら                 | 日本コロムビア/NIPPONOPHONE |
| 2023年10月19日 | アイノロイ                 | 日本コロムビア/NIPPONOPHONE |

#### その他シングル
- nothing,（1999年6月21日）
  - SEESEE名義。バンダイ・ミュージックエンタテインメントより発売。
- I Like 2（2000年9月22日）
  - YAIKO名義で英国で発売されたシングル。2000年9月15日にアナログ盤も発売。
- Darling Darling（2001年1月1日）
  - YAIKO名義で英国で発売されたシングル。同日にアナログ盤も発売。
- 初恋 〜Exclusive〜（2006年12月4日）
  - iTunes Store配信限定シングル。
- 恋バス（2008年12月3日）
  - 矢井田瞳&恋バスBAND with 小田和正名義。

### アルバム

#### フル・アルバム
| 枚   | 発売日         | タイトル                 | 備考                                                                   |
| ---- | -------------- | ------------------------ | ---------------------------------------------------------------------- |
| 1st  | 2000年10月25日 | daiya-monde              |                                                                        |
| 2nd  | 2001年10月31日 | Candlize                 |                                                                        |
| 3rd  | 2002年10月9日  | i/flancy                 | 初回限定盤 ライヴ音源とウェブ・ページにアクセス可能な8cmCD付。         |
| 4th  | 2003年10月29日 | Air/Cook/Sky             | CD EXTRA仕様                                                           |
| 5th  | 2005年8月15日  | Here today-gone tomorrow | CD EXTRA仕様                                                           |
| 6th  | 2006年11月22日 | IT'S A NEW DAY           | 初回限定盤：MVとライブ映像が収録されたDVD付。                          |
| 7th  | 2008年3月5日   | colorhythm               |                                                                        |
| 8th  | 2011年5月18日  | VIVID MOMENTS            | 初回限定盤：ライヴ映像が収録されたDVD付。                              |
| 9th  | 2012年9月26日  | panodrama                |                                                                        |
| 10th | 2016年3月2日   | TIME CLIP                | アニバーサリーエディション：ライヴ映像が収録されたBlu-ray+スマプラ付。 |
| 11th | 2020年12月11日 | Sharing                  | 初回限定盤：MV・ライブ映像が収録されたDVD付。                          |
| 12th | 2022年9月7日   | オールライト             | 初回限定盤：Documentary & Live映像が収録されたDVD付。                  |

#### ベスト・アルバム
| 枚   | 発売日        | タイトル                            | 備考                                                                   |
| ---- | ------------- | ----------------------------------- | ---------------------------------------------------------------------- |
| BOX  | 2004年7月28日 | Single collection/Yaiko's selection | 完全限定盤・BOX仕様。                                                  |
| 1st  | 2004年7月28日 | Single collection                   | CCCD仕様。                                                             |
| 2nd  | 2004年12月1日 | Yaiko's selection                   | CCCD仕様。                                                             |
| 3rd  | 2009年2月18日 | THE BEST OF HITOMI YAIDA            | 同日にMV集も発売。                                                     |
| 4th  | 2011年8月10日 | ゴールデン☆ベスト 矢井田瞳          | 2000年から2002年までの楽曲の中から選曲されたレコード会社主導非公認盤。 |
| 配信 | 2014年1月29日 | ベストセレクション"WHITE"           | 配信限定ベスト・アルバム                                               |
| 配信 | 2014年1月29日 | ベストセレクション"BLACK"           | 配信限定ベスト・アルバム                                               |

#### ミニ・アルバム
| 枚  | 発売日        | タイトル   | 備考                                                  |
| --- | ------------- | ---------- | ----------------------------------------------------- |
| 1st | 2013年9月18日 | 123456     |                                                       |
| 2nd | 2019年7月30日 | Beginning  | 初回限定盤：MV・インタビュー映像が収録されたDVD付。   |
| 3rd | 2020年2月21日 | Keep Going | 初回限定盤：「YAIKO LIVE HISTORY」が収録されたDVD付。 |

#### ライブ・アルバム
| 枚  | 発売日        | タイトル                                        | 備考            |
| --- | ------------- | ----------------------------------------------- | --------------- |
| 1st | 2003年2月19日 | Music Pool 2002                                 | CD+DVDの2枚組。 |
| 2nd | 2005年12月7日 | Sound drop 〜MTV Unplugged+Acoustic live 2005〜 | CD+DVDの2枚組。 |
| 3rd | 2022年5月25日 | Days of FM802 2000-2013                         |                 |

#### その他アルバム
- U.K. COMPLETION (2002年1月23日)
  - YAIKO名義　紙ジャケット仕様＋ステッカー封入。
- Hitomi Yaida COLOROCK LIVE 2008（音源のみ）
  - iTunes Store配信限定。
- ACOUSTIC LIVE AT BLUE NOTE TOKYO（2020年6月17日）
  - ピアニスト塩谷哲とのアコースティックユニット「しおのやいだ」のライヴアルバム。高音質UHQCD仕様。

#### トリビュート・アルバム
- 「EARTH ARK」魔装機神サイバスター Vocal Edition (1999年8月21日)
  - SEESEE名義 「nothing,」で参加。ASIN: B000064CAU
- DEATH NOTE TRIBUTE (2006年6月21日)
  - IT'S A NEW DAY収録曲、「37.0℃」で参加。
- THE BLUE HEARTS "25th Anniversary" TRIBUTE （2010年2月24日）
  - M-15「人にやさしく（Live ver.）」で参加。
- LOVE CHANGES THE WORLD / THEATRE BROOK（2015年7月29日）
  - M-2 「夜明けのオケヒット featuring 中村中、矢井田瞳」
  - M-10「もう一度世界を変えるのさ（album ver.） featuring 仲井戸"CHABO"麗市、斉藤和義、Char、細美武士、TOSHI-LOW、Kj、浜崎貴司、増子直純 (怒髪天)、高野 哲、堂珍嘉邦、Utsumi Yoko、bird、Leyona、矢井田瞳、中村 中、福原美穂、元晴&タブゾンビ」
- THE CROSSING / Original Scores CD Album / 岩代太郎（2016年3月2日）
  - M-2,11 「Song of Autumn Silver Grass」にヴォーカルとして参加。
- 「あの日あの時」/ 小田和正（2016年4月20日）
  - Disc-3 M-16「wonderful life」にコーラスとして参加。
- THE PEANUTS TRIBUTE SONGS（2016年9月7日）
  - M-5「明日になれば」に植村花菜とヴォーカルとして参加。

### VHS・DVD・Blu-ray
|                          | 発売日         | タイトル                                                        | 規格     |
| ------------------------ | -------------- | --------------------------------------------------------------- | -------- |
| ミュージック・クビデオ集 | 2001年4月2日   | The First Reflection                                            | DVD・VHS |
| ライブ・ビデオ           | 2001年11月28日 | HITOMI YAIDA 2001 SUMMER LIVE SOUND of CLOVER                   | DVD・VHS |
| ボックス・セット         | 2002年7月3日   | Casket of Candleyes                                             | DVD      |
| ライブ・ビデオ           | 2002年7月3日   | Candle in the eyes                                              | DVD・VHS |
| ツアー・ドキュメント     | 2002年7月3日   | Candle in the lives                                             | DVD・VHS |
| ミュージック・ビデオ集   | 2003年3月29日  | Sparkles of light                                               | DVD・VHS |
| ライブ・ビデオ           | 2004年1月28日  | Live Completion '03〜i can fly,can you?〜                       | DVD      |
| ライブ・ビデオ           | 2005年2月16日  | HITOMI YAIDA Music in the Air 〜dome live2004〜                 | DVD      |
| ライブ・ビデオ           | 2005年1月27日  | Hitomi Yaida MTV Unplugged                                      | DVD      |
| ライブ・ビデオ           | 2008年6月25日  | Hitomi Yaida COLOROCK LIVE 2008                                 | DVD      |
| ライブ・ビデオ           | 2016年12月2日  | 矢井田瞳 LIVE TOUR "15" COMPLETE EDITION -the 15th anniversary- | Blu-ray  |
| ミュージック・ビデオ集   | 2009年2月18日  | HITOMI YAIDA MUSIC VIDEO COLLECTION                             | DVD      |

### カバー曲
Nothing Compares 2 U （2000年10月4日）
プリンス (ミュージシャン)のカヴァー。シングル『my sweet darlin'』に収録。
みずいろの雨 （2000年10月27日、2001年12月31日）
八神純子のカヴァー。渋谷 ON AIR EAST でのライブ、矢井田瞳 COUNTDOWN LIVE (2001-2002)で披露された。
CD化・DVD化に至っていないカヴァー曲である。
I'm so small （2001年11月28日、2001年12月31日）
Fleming & John（英文のみ）のカヴァー。ライブDVD『HITOMI YAIDA 2001 SUMMER LIVE SOUND OF CLOVER』に収録。
また、矢井田瞳 COUNTDOWN LIVE (2001-2002)でも披露された。
なお、2013年のライブツアー「矢井田瞳 夏の元気祭り 728・815」で12年ぶりに披露された。
ラブレター （2002年7月3日）
THE BLUE HEARTSのカヴァー。ライブDVD『Candle in the eyes』に収録。
fast car （2002年7月10日）
Tracy Chapmaneのカヴァー。シングル『アンダンテ』に収録。
また、ライブCD『Sound drop 〜MTV Unplugged+Acoustic live 2005〜』に収録、
ライブDVD『Hitomi Yaida MTV Unplugged』にも収録されている。
（ライブDVD・CDにおいては、同じものであるが、映像になっているのはDVDの方である。）
ベルと本とキャンドル（原題：Bell Book and Candle）（2003年9月10日）
Mark Hewerdine（＝Boo Hewerdine・英文のみ）のカヴァー。
シングル『一人ジェンガ』に収録。タイトルは邦題であり、歌詞も矢井田が日本語に訳している。
You Are My Sunshine （2005年3月19日 - 4月3日まで）
Jimmie Davis（英文のみ）と、Charles Mitchell（英文のみ）による楽曲のカヴァー。
キリンビール「やわらか」のCMでカヴァーされた。CMでは矢井田が弾き語りで歌っている。
この曲も、CD化・DVD化に至っていないカヴァー曲である。
涙そうそう （2005年10月30日）
BEGIN・夏川りみのカヴァー。
アコースティックライブ『京都文化祭典'05 京の華舞台 平安神宮幻夜コンサート第2夜』で披露された（この模様はBSで放送された）。
津軽海峡・冬景色 （2005年12月7日）
石川さゆりのカヴァー。ライブDVD『Hitomi Yaida MTV Unplugged』に収録。
ファイト! （2008年6月28日）
中島みゆきのカヴァー。『中之島音楽特区（SALTISH NIGHT）』で披露された。
わかんない（原題：Until Dawn）（2011年2月9日）
Sophie Zelmani（英文のみ）のカバー。シングル『Simple is Best』に収録。
安らぎはまだ先に（原題：Don't Dream it's Over）（2011年4月20日）
Neil Finn（英文のみ）のカバー。シングル『同情みたいなLOVE』に収録。
喝采 (2014年7月28日・8月15日)
ちあきなおみのカヴァー。「アコースティックで元気祭り～2014プレミアム～」で披露された。
あなた（2014年11月6日・11月11日・11月12日）
小坂明子のカヴァー。「矢井田瞳 TOUR 2014～スタンディングでGO！～」で披露された。
2006年に行われた『爽健美茶限定 矢井田瞳 LIVE』での披露曲は大半がカヴァー曲であるため割愛する。

### 楽曲提供
- i don't know me. （2008年9月3日）
作詞・作曲：矢井田瞳、編曲：村田昭
高畑充希（みつき名義）の1stアルバム『COLOR』（2008年9月3日発売）に収録。
- つかまえて! （2009年7月15日、歌詞のみ）
作詞：矢井田瞳、作曲：noi、編曲：大西克己
上戸彩の5thアルバム『Happy Magic〜スマイルプロジェクト〜』（2009年7月15日発売）に収録。
- One （2009年11月25日、歌詞のみ）
作詞：矢井田瞳、作曲：alan・菊池一仁、編曲：中村康就
alanの2ndアルバム『my life』（2009年11月25日発売）に収録。
- My Sweet Darlin’ feat. 矢井田瞳（2010年5月26日）
HALCALI「TOKYO GROOVE」（2010年5月26日発売）のDISC2『COVER Songs』で、メジャー2ndシングル『my sweet darlin'』をカバーしたHALCALIとのフィーチャリングアーティスト（デュエット相手）としてセルフカバー参加[21]。
- フィナーレ （2013年1月23日）
作詞・作曲：矢井田瞳、編曲：釣俊輔
Tiaraの4thアルバム『Emotion』（2013年1月23日発売）に収録。
- ワレナイ風船 （2014年9月24日、歌詞のみ）
作詞：矢井田瞳、作曲：山本奨
タルトタタンのアルバム『TARTETATIN ARE ALLRIGHT!』（2014年9月24日発売）に収録[22]。
- SUN SUN SUN （2015年8月5日、作曲のみ）
小園美樹のミニアルバム「恋のはじまり」に収録

### 著書
- サイキンノヤイコ（2001年4月）ISBN 978-4104458011
- 転がる。（2006年11月）ISBN 978-4838717286

### タイアップ
| 曲名                     | タイアップ                                                                                  |
| ------------------------ | ------------------------------------------------------------------------------------------- |
| nothing,                 | テレビ東京系アニメ「魔装機神サイバスター」エンディングテーマ                                |
| B'coz I Love You         | TBS系「COUNT DOWN TV」オープニングテーマ                                                    |
| my sweet darlin'         | ニコンデジタルカメラ「COOLPIX 880」CMソング                                                 |
| Girl's Talk              | 明石被服興業「富士ヨット学生服」CMソング                                                    |
| Look Back Again          | 資生堂「ピエヌ」CMソング                                                                    |
| Over The Distance        | 日本航空「ACTIVE 北海道 2001」キャンペーンソング                                            |
| le vent brulant          | フジテレビ系「F1グランプリ」エンディングテーマ                                              |
| Buzzstyle                | 日本テレビ系ドラマ「歓迎!ダンジキ御一行様」主題歌                                           |
| Buzzstyle                | 日立マクセル「JUST Real!」CMソング                                                          |
| Buzzstyle                | オリコン・グローバル エンタテインメント「オリコンヒットネクスト着メロキャンペーン」CMソング |
| Life's like a love song  | 日本テレビ系ドラマ「おいしい女たち」主題歌                                                  |
| Ring my bell             | 資生堂「neue Virgin Bright」CMソング                                                        |
| Dizzy dive               | 「CS日本」CMソング                                                                          |
| アンダンテ               | 日本テレビ系「ろみひー」エンディングテーマ                                                  |
| 未完成のメロディ         | 東芝HDD&DVDレコーダー「RD-Style」CMソング                                                   |
| 未完成のメロディ         | 東芝「au A5304T」CMソング                                                                   |
| i can fly                | RKB毎日放送・大分放送製作・TBS系「第52回別府大分毎日マラソン大会」テーマソング              |
| 孤独なカウボーイ         | 日本テレビ系ドラマ「伝説のマダム」主題歌                                                    |
| 孤独なカウボーイ         | 東芝HDD&DVDレコーダー「RD-Style」CMソング                                                   |
| 孤独なカウボーイ         | 日本テレビ系「汐留スタイル!」Stylish Play                                                   |
| チェイン                 | リプトン「リモーネスパークル」CMソング                                                      |
| Hello                    | タイトー「EZmelody取り放題」CMソング                                                        |
| Hello                    | RKB毎日放送・大分放送製作・TBS系列「第53回別府大分毎日マラソン大会」テーマソング            |
| Chapter01                | スズキ「ソリオ『FLOWER』篇」CMソング                                                        |
| マーブル色の日           | コムストック配給映画「きょうのできごと」エンディングテーマ                                  |
| マーブル色の日           | 日本テレビ系「きょうの出来事」エンディングテーマ                                            |
| モノクロレター           | 日本テレビ系「音楽戦士 MUSIC FIGHTER」10月度エンディングテーマ                              |
| 馬と人参                 | RKB毎日放送・大分放送製作・TBS系列「第54回別府大分毎日マラソン大会」テーマソング            |
| YOU ARE MY SUNSHINE      | キリンビール「やわらか」CMソング                                                            |
| マワルソラ               | 20世紀フォックス配給アニメ映画「ロボッツ」日本版エンディングテーマ                          |
| ビルを見下ろす屋上で     | NHK総合テレビドラマ「オーダーメイド〜幸せ色の紳士服店〜」エンディングテーマ                 |
| Pajama Holiday           | 日本テレビ系「ザ・サンデー」エンディングテーマ                                              |
| Go my way                | 日本コカ・コーラ「爽健美茶『新芽・ティザー』篇」CMソング                                    |
| STARTLiNE                | フジテレビ系「2006 FIFAワールドカップ」サポートソング                                       |
| 初恋                     | 日本テレビ系「音楽戦士 MUSIC FIGHTER」11月度POWER PLAY                                      |
| やさしい手               | 赤い羽根共同募金CMソング                                                                    |
| I Love You の形          | コナミ「佐伯チズ式 夢美肌」CMソング                                                         |
| I Love You の形          | 日本テレビ系「おもいッきりイイ!!テレビ」コーナーテーマ曲                                    |
| ハネユメ                 | テレビ朝日・メ〜テレ系ドラマ「ガンジス河でバタフライ」主題歌                                |
| 靴音                     | 赤い羽根共同募金CMソング                                                                    |
| ミラクルワイパー         | 関西テレビ・フジテレビ系「さんまのまんま」エンディングテーマ                                |
| 君こそ道しるべ           | 千寿製薬「マイティア美瞳」CMソング                                                          |
| ドキドキのつぼみ         | 花王「メリット」CMソング                                                                    |
| ハッピースピナー         | 江崎グリコ「Pが導くコラーゲン」CMソング                                                     |
| 恋バス                   | 毎日放送（ラジオ・テレビ）2008年12月の「おいしいうた」                                      |
| Simple is Best           | 読売テレビ系「情報ライブ ミヤネ屋」テーマソング                                             |
| 同情みたいなLOVE         | TBS系「教科書にのせたい!」エンディングテーマ                                                |
| 間違いだらけのダイアリー | NHK総合テレビドラマ「ビターシュガー」主題歌                                                 |
| もぎたての憂鬱           | テレビ東京系「JAPAN COUNTDOWN」7月度エンディングテーマ                                      |
| YOUR SONG                | TBS「噂の!東京マガジン」1月〜3月エンディングテーマ                                          |
| いつまでも続くブルー     | 日本テレビ系「スッキリ」9月度エンディングテーマ                                             |
| アイノロイ               | テレビ朝日系木曜ドラマ「ゆりあ先生の赤い糸」主題歌                                          |

## ミュージック・ビデオ
| 監督                             | 曲名 |
| 稲垣理美                         | 「GOOD OLD DAYZ」 |
| 大森規弘                         | 「Oasis」 |
| Kunihiko Okazaki/Atushi Takahata | 「Dizzy dive」 |
| 須藤カンジ                       | 「I Love You の 形」「STARTLiNE」 |
| スミス                           | 「Go my way」「モノクロレター」「初恋」 |
| 宅野祐介                         | 「マワルソラ」 |
| 直                               | 「もぎたての憂鬱」「間違いだらけのダイアリー」「同情みたいなLOVE」                                                                                            |
| 永石勝                           | 「B'coz I Love You」「my sweet darlin'」「一人ジェンガ」 |
| 丹羽貴幸                         | 「地平線と君と僕」 |
| Balt                             | 「DON'T CRY」 |
| 番場秀一                         | 「Simple is Best」 |
| 尾藤領太郎                       | 「あまよの月」 |
| 武藤真志                         | 「Buzzstyle」「Chapter 01」「I'm here saying nothing」「Over The Distance」「Ring my bell」「アンダンテ」「チェイン」「孤独なカウボーイ」「未完成のメロディ」 |
| 山田智和                         | 「YES or NO」 |
| 行定勲                           | 「マーブル色の日」 |
| 不明                             | 「How?」「Look Back Again」「ねぇ」 |

## 出演

### ラジオ
- ラジオ沖縄 yaikoの「素」（2017年10月-2018年9月 火曜19:00-19:30）

### テレビCM
- エフティ資生堂「バージンブライト」シャンプー・コンディショナー（2002年）
- 日立マクセル株式会社MD&CDRカラーバージョン「ああ切れた…」
- 東芝HDD&DVDレコーダー「RD-Style」
- 日本リーバ「リプトンリモーネ」（2003年）
- 東芝製携帯電話「au A5304T」（2003年）
- 第54回別府大分毎日マラソン大会兼第10回ヘルシンキ世界陸上競技選手権代表選考会（2005年）
- キリンビール「やわらか」（2005年）
- 日本コカ・コーラ 「爽健美茶」（音楽のみとライブバージョン）（2006年）
- 千寿製薬「マイティア美瞳」（2008年）
- エステー
  - 「米唐番」（2016年）[24]
  - 「脱臭炭」（2016年）[25]